# Liste der Kulturgüter in Visperterminen
Die Liste der Kulturgüter in Visperterminen enthält alle Objekte in der Gemeinde Visperterminen im Kanton Wallis, die gemäss der Haager Konvention zum Schutz von Kulturgut bei bewaffneten Konflikten, dem Bundesgesetz vom 20. Juni 2014 über den Schutz der Kulturgüter bei bewaffneten Konflikten sowie der Verordnung vom 29. Oktober 2014 über den Schutz der Kulturgüter bei bewaffneten Konflikten unter Schutz stehen.
Objekte der Kategorien A und B sind vollständig in der Liste enthalten, Objekte der Kategorie C fehlen zurzeit (Stand: 1. Januar 2023).

## Kulturgüter
| Foto |                                                                                       | Objekt                                                     | Kat. | Typ | Standort                       | Beschreibung |
| ---- | ------------------------------------------------------------------------------------- | ---------------------------------------------------------- | ---- | --- | ------------------------------ | ------------ |
| BW   | Datei hochladen · Wikidata zu Bronzezeitliche / mittelalterliche Siedlung (Q29573946) | Bronzezeitliche / mittelalterliche Siedlung KGS-Nr.: 09705 | A    | F   | Oberstalden 635199 / 124600    |              |
| ja   | Datei hochladen · Wikidata zu Waldkapelle (Q29929457)                                 | Waldkapelle mit Kapellenweg KGS-Nr.: 07203                 | B    | G   | Kapellenweg 86 636512 / 122879 |              |
| BW   | Datei hochladen · Wikidata zu Burger- und Gemeindehaus (Q133820698)                   | Burger- und Gemeindehaus KGS-Nr.: 17442                    | B    | G   | Heruviertil 41 635688 / 123037 |              |